# Aftermath Entertainment
Pour les articles homonymes, voir Aftermath.
Aftermath Entertainment est un label discographique américain, fondé par Dr. Dre en 1996 à la suite de son départ de Death Row Records, situé à Santa Monica, en Californie. Aftermath appartient au label Interscope Records, elle-même filiale d'Universal Music Group. Les artistes de ce label incluent Dr. Dre, Eminem, Marsha Ambrosius, Anderson .Paak, Ez Mil, Kendrick Lamar Duckworth et Snoop Dogg ( l'un des artistes sont découverts par Aftermath Entertainment mais pas totalemement impliqués dedans).

## Histoire
Peu avant la mort d'Eazy-E en mars 1995, Dr. Dre se réconcilie avec ce dernier afin de reformer le groupe N.W.A, et pense déjà à se séparer de Suge Knight. Après le décès du fondateur de Ruthless Records, Dr. Dre décide alors d'entreprendre un nouveau départ et de se dissocier de Knight donc par extension de Death Row Records ; il crée Aftermath Entertainment, dont il veut être le seul gérant. La direction de Death Row Records sera laissée à Suge. 
Dr. Dre Presents the Aftermath est publié en fin d'année, et fait participer la plupart des premiers signataires. En 1997, Dawn Robinson annonce sa séparation du groupe de RnB En Vogue et sa signature au label Aftermath. En automne 1997, Aftermath l'unique projet collaboratif du groupe de hip-hop The Firm (composé d'AZ, Foxy Brown, Nas, et Nature). Malgré la participation de Dr. Dre, son classement au Billboard 200 et sa certification en disque de platine, le ventes n'atteignent pas les chiffres escomptées. Le groupe se séparera. L'album suivant d'Aftermath est prévu par King Tee. Son album, cependant, ne sortira jamais, et King Tee est libéré de ses obligations contractuelles en 2001. Last Emperor, lui, signe à cette période, mais est renvoyé à cause de divergences créatives avec l'A&R d'Aftermath. Sous recommandation du dirigeant d'Interscope Records, Jimmy Iovine, Aftermath signe le rappeur Eminem en 1998. L'année suivante, Eminem publie son premier album au label, The Slim Shady LP. L'album atteint la première place du Billboard, et est certifié quadruple disque de platine. Toujours en 1999, Aftermath publie 2001, la suite de l'album The Chronic de Dr. Dre.
Plusieurs artistes seront signés, puis renvoyés, par Aftermath, comme Hittman et Rakim à la suite de divergences productives. Des poursuites judiciaires mènent au renvoi de la chanteuse Truth Hurts après la publication de son album. Aftermath publie le premier album de 50 Cent au label, Get Rich or Die Tryin' par le biais d'une coentreprise avec Shady Records en 2003. Le rappeur The Game, qui signe avec le label en 2003, publie aussi son premier album, The Documentary, via une coentreprise avec G-Unit Records de 50 Cent en 2005. Busta Rhymes signe également au label, et publie un album avant son renvoi à cause de divergences avec le dirigeant d'Interscope, Jimmy Iovine. Son album, par la suite intitulé Blessed, depuis renommé Back on My B.S., est publié sur Aftermath. Il est ensuite annoncé qu'à la signature de 50 Cent avec Universal Motown, l'album sera publié à son label, Flipmode Entertainment, grâce à son contrat avec Universal Motown. Stat Quo est aussi renvoyé du label en 2008, à cause de différences dans la direction. Au début de 2009, Slim the Mobster signe chez Aftermath dans une coentreprise avec Shady Records et G-Unit Records. Mais il restera par la suite uniquement à Aftermath. À la fin de 2009, le rappeur Hayes signe une coentreprise avec le label Mosley Music Group de Timbaland, mais plus tard libéré de ses obligations contractuelles.
En janvier 2010, Bishop Lamont quitte le label à cause de reports répétés de dates pour son album The Reformation ; entretemps, la chanteuse Marsha Ambrosius quitte aussi le label. Plus tard en janvier 2010, Game poste une twitpic de lui portant des chaînes Aftermath avec la phrase It's funny how things come Full Circle. Il confirme par la suite son retour à Aftermath Entertainment, bien qu'il confirme par la suite ne pas avoir résilié son contrat avec le label,.
En octobre 2011, Dr. Dre se lance dans les enregistrements avec ses protégés Slim the Mobster et Kendrick Lamar. Le 17 octobre 2012, Slim the Mobster est officiellement libéré du label. En mars 2012, la signature officielle de Kendrick Lamar au label est annoncée. Le 15 octobre 2013, pendant les BET Hip Hop Awards, le rappeur Jon Connor annonce sa signature à Aftermath Entertainment.
Le 20 février 2014, 50 Cent annonce son départ d'Interscope pour un contrat avec Aftermath Entertainment et Shady Records. Le 14 mai 2014, la signature du producteur de trap Yogi à Aftermath et au label OWSLA de Skrillex, est annoncée.
En septembre 2015, Asia Bryant réfléchit à une signature chez Aftermath.

## Membres

### Membres actuels
| Artistes         | Date de signature | Albums |
| ---------------- | ----------------- | ------ |
| Dr. Dre          | 1996              | 2      |
| Eminem           | 1998              | 13     |
| Marsha Ambrosius | 2006, 2023        | 1      |
| Anderson .Paak   | 2016              | 2      |
| Ez Mil           | 2023              | 1      |
| Snoop Dogg       | 2024              | 1      |

### Producteurs actuels
- Mickee Miaw Miaw
- Dr. Dre
- Mel-Man
- Mike Elizondo
- Trevor Lawrence Jr.
- Dawaun Parker
- DJ Khalil
- Hi-Tek
- Mr. Porter
- Mark Batson
- Fredwreck
- Focus
- Eminem

(Les producteurs sont collectivement appelés "The ICU")

### Anciens membres
- 50 Cent[21]
- Alemán
- Antonio McLendon[22]
- Bishop Lamont
- Brooklyn[23]
- Busta Rhymes
- Dawn Robinson
- Dion[24]
- Eve
- G.A.G.E[25].
- Hayes[26]
- Hittman
- King T
- Justus
- Obie Trice
- Raekwon
- Rakim[27]
- RBX
- Jon Connor
- Slim the Mobster
- Stat Quo
- The Firm
- The Game
- The Last Emperor
- Truth Hurts
- Joell Ortiz
- Kendrick Lamar

## Discographie
| Artiste(s)     | Album                                                | Détails                                                                             |
| -------------- | ---------------------------------------------------- | ----------------------------------------------------------------------------------- |
| Dr. Dre        | Dr. Dre Presents... The Aftermath                    | - Sortie : 1996 - Classement : 6e - Certification RIAA : Platine                    |
| The Firm       | The Album                                            | - Sortie : 1997 - Classement : 1er - Certification RIAA : Platine                   |
| Eminem         | The Slim Shady LP                                    | - Sortie : 23 février 1999 - Classement : 2e - Certification RIAA : 4 × Platine     |
| Dr. Dre        | 2001                                                 | - Sortie : 1999 - Classement : 2e - Certification RIAA : 6 × Platine                |
| Eminem         | The Marshall Mathers LP                              | - Sortie : 2000 - Classement : 1er - Certification RIAA : Diamant                   |
| —              | The Wash - The Original Motion Picture Soundtrack    | - Sortie : 2001 - Classement : 19e - Certification RIAA : Or                        |
| Eminem         | The Eminem Show (avec Shady)                         | - Sortie : 2002 - Classement : 1er . - Certification RIAA : Diamant                 |
| Truth Hurts    | Truthfully Speaking (en)                             | - Sortie : 2002 - Classement : 5e .                                                 |
| 50 Cent        | Get Rich or Die Tryin' (avec Shady)                  | - Sortie : 6 février 2003 - Classement : 1er . - Certification RIAA : 9 × Platine   |
| Eminem         | Encore (avec Shady)                                  | - Sortie : 16 novembre 2004 - Classement : 1er . - Certification RIAA : 4 × Platine |
| The Game       | The Documentary (avec G-Unit)                        | - Sortie : 2005 - Classement : 1er . - Certification RIAA : 2 × Platine             |
| 50 Cent        | The Massacre (avec Shady et G-Unit)                  | - Sortie : 2005 - Classement : 1er . - Certification RIAA : 5 × Platine             |
| Eminem         | Curtain Call: The Hits (avec Shady)                  | - Sortie : 2005 - Classement : 1er . - Certification RIAA : 2 × Platine             |
| Busta Rhymes   | The Big Bang (avec Flipmode)                         | - Sortie : 2006 - Classement : 1er . - Certification RIAA : Or                      |
| 50 Cent        | Curtis (avec Shady et G-Unit)                        | - Sortie : 2007 - Classement : 2e . - Certification RIAA : Platine                  |
| Eminem         | Relapse (avec Shady)                                 | - Sortie : 2009 - Classement : 1er - Certification RIAA : 2 × Platine               |
| 50 Cent        | Before I Self Destruct (avec Shady et G-Unit)        | - Sortie : 2009 - Classements : 4e - Certification RIAA : Or                        |
| Eminem         | Recovery (avec Shady)                                | - Sortie : 2010 - Classements : 1er - Certification RIAA : 6 × Platine              |
| Kendrick Lamar | good kid, m.A.A.d city (avec Top Dawg Entertainment) | - Sortie : 2012 - Classements : 2e - Certification RIAA : Platine                   |
| Eminem         | The Marshall Mathers LP 2 (avec Shady)               | - Sortie : 2013 - Classements : 1er - Certification RIAA : 2 × Platine              |
| Kendrick Lamar | To Pimp a Butterfly (avec Top Dawg Entertainment)    | - Sortie : 2015 - Classements : 1er - Certification RIAA : Or                       |
| Dr. Dre        | Compton a Soundtrack by Dr. Dre                      | - Sortie : 2015                                                                     |
| Eminem         | Revival (avec Shady)                                 | - Sortie : 15 décembre 2017 - Classements : 1er - Certification RIAA : —            |